# August Heinrich Werner Brandes

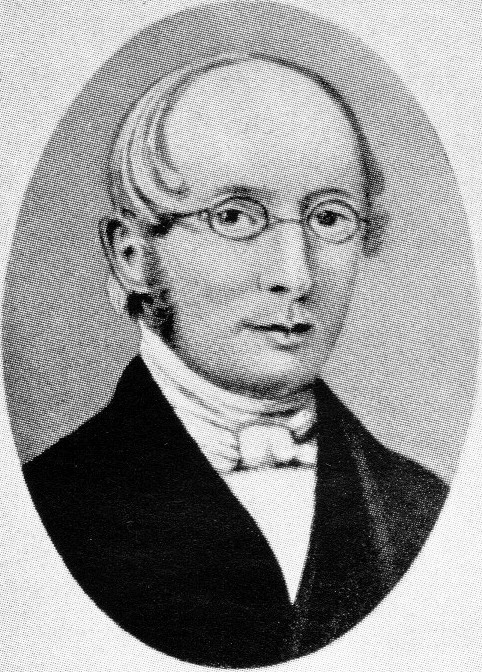

August Heinrich Werner Brandes (* 21. Oktober 1798 in Goslar; † 28. Januar 1858 in Braunschweig) war ein deutscher Lehrer.

## Leben und Werk
Brandes absolvierte in Hamburg eine kaufmännische Lehre, der sich 1814 ein Studium in Braunschweig, Göttingen und Berlin anschloss. Nach der Promotion zum Dr. phil. lehrte er ab 1823 am Braunschweiger Collegium Carolinum englische und spanische Sprache. Im Jahre 1828 erhielt er den Titel Professor. Brandes eröffnete am 12. April 1825 in der Reichsstraße eine Privatschule, die rasch Zulauf erhielt. Dieses nicht abiturfähige Realgymnasium wurde 1828 mit dem Martineum und Katharineum zu einem Gesamtgymnasium vereinigt. Brandes leitete das Realinstitut bis zu seinem Tod am 28. Januar 1858.

## Nachleben
In der Folgezeit kam es zu einer räumlichen und organisatorischen Abtrennung des Realinstituts, welches sich 1878 zum abiturfähigen „Herzoglichen Realgymnasium“, 1912 zum „Herzoglichen Reform-Realgymnasium“ und schließlich zum heutigen Gymnasium Neue Oberschule entwickelte.

## Veröffentlichungen
- Kurze Nachricht von der mit dem Herzoglichen Realgymnasio in Verbindung stehenden Erziehungsanstalt zu Braunschweig. Meyer, Braunschweig 1828.